# Anatoli Konstantinowitsch Ljadow

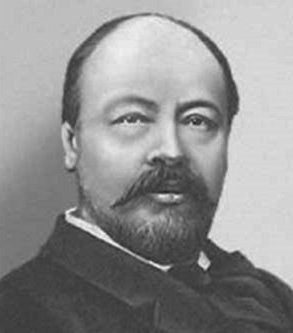
Anatoli Konstantinowitsch Ljadow

Anatoli Konstantinowitsch Ljadow (russisch Анатолий Константинович Лядов, wissenschaftliche Transliteration Anatolij Konstantinovič Ljadov; auch Anatoly Lyadov; * 29. Apriljul. / 11. Mai 1855greg. in Sankt Petersburg; † 15.jul. / 28. August 1914greg. auf Gut Polinowka, Gouvernement Nowgorod) war ein russischer Komponist.

## Leben
Ljadow wuchs mutterlos auf. Da er schon früh musikalisches Talent zeigte, gab ihm sein Vater – Dirigent am Petersburger Mariinski-Theater – ersten Unterricht, bevor er bereits 1870 seine Studien am Sankt Petersburger Konservatorium begann. Hier erhielt er vor allem Unterricht bei Nikolai Rimski-Korsakow, mit dem er sein Leben lang befreundet blieb. Obwohl er zeitweilig wegen Disziplinlosigkeit vom Unterricht ausgeschlossen wurde, schloss er 1878 seine Studien sehr erfolgreich ab und wurde noch im selben Jahr Dozent für Harmonielehre am St. Petersburger Konservatorium. Ein Jahr später begann er, die Konzerte der Petersburger Amateur-Musikgesellschaft zu dirigieren. 1884 heiratete Ljadow und wurde Lektor des neu gegründeten Belajew-Musikverlages. Ab dem folgenden Jahr unterrichtete er an der Petersburger Hofkapelle. 1901 wurde er zusätzlich Dozent für Kontrapunkt am Konservatorium, das er 1905 als Reaktion auf die Entlassung Rimski-Korsakows vorübergehend verließ. Noch im selben Jahr nahm er seine Lehrtätigkeit aber wieder auf und wurde 1906 Professor für Komposition, was er bis zu seinem Tode blieb. Viele seiner Schüler entwickelten sich zu namhaften Komponisten; am berühmtesten wurden Sergei Prokofjew und Nikolai Mjaskowski. Neben seiner Tätigkeit als Komponist und Pädagoge trat Ljadow auch als Zeichner hervor.

## Stil
Ljadow war Mitglied der sogenannten „Zweiten Petersburger Schule“, eines Kreises von Komponisten in der Nachfolge des „Mächtigen Häufleins“ um den Mäzen Mitrofan Beljajew, der deshalb auch „Beljajew-Kreis“ genannt wurde. Dementsprechend spielte die russische Volksmusik für ihn eine große Rolle – er betätigte sich als Sammler und Bearbeiter von Volksliedern. Sein Klavierwerk, das den Großteil seines Schaffens einnimmt, zeigt sich aber nur selten direkt von der Volksmusik inspiriert, sondern knüpft vielmehr an Frédéric Chopin an. Etwa ab der Jahrhundertwende ließ sich Ljadow zusätzlich von impressionistischen Farbgebungen und Alexander Skrjabin beeinflussen, dem er freilich nach dessen fünfter Klaviersonate nicht mehr zu folgen bereit war. Deutlich stärker als der überwiegende Teil seiner Klaviermusik lehnen sich seine Orchesterwerke an die russische Volksmusik an. Wie erwähnt, komponierte Ljadow größtenteils Klavierminiaturen sowie einige kurze Orchesterstücke; obgleich er zweifelsohne großes Talent besaß, hatte eine nicht immer glückliche Erziehung zur Folge, dass er zeitlebens durch eine gewisse Faulheit und Disziplinlosigkeit gekennzeichnet war, die ihn vor größeren, arbeitsintensiveren Projekten zurückschrecken ließ. An einer Oper schrieb er jahrzehntelang, ohne nennenswerte Fortschritte zu erzielen; der russische Choreograph Sergei Djagilew beauftragte ihn 1909, ein Ballett namens Der Feuervogel zu komponieren; als Ljadow – so eine Anekdote – nach einiger Zeit jedoch lediglich das entsprechende Notenpapier gekauft hatte, übergab Djagilew den Auftrag dem jungen Igor Strawinski. Ljadows Kompositionen bestechen durch souveräne Beherrschung des Kompositionshandwerks sowie differenzierte Farbigkeit, die manchmal sogar einen Hang zum Grotesken beinhaltet.

## Werke
- Orchesterwerke
  - Baba-Jaga op. 56 (1891–1904)
  - Acht russische Volkslieder op. 58 (1905)
  - Der verzauberte See op. 62 (1909)
  - Kikimora op. 63 (1905), vgl. Kikimora
  - Aus der Apokalypse op. 66 (1910–13)
  - Nänie op. 67 (1914)
- Vokalmusik
  - Schlussszene aus Die Braut von Messina (Schiller) op. 28 (1878)
  - Sorinka, Oper (1879–1909, unvollendet)
  - Zehn Russische Volkslieder für Frauenchor op. 45 (1899)
  - mehr als 150 Volksliedbearbeitungen
- Klaviermusik[1]
  - Ballade D-Dur op. 21a Von alten Zeiten (1890, 1906 für Orchester bearbeitet als op. 21b)
  - Marionetten op. 29 (1892)
  - Die Spieldose, Scherzwalzer op. 32 (1893, auch für kleines Orchester)
  - Barcarole Fis-Dur op. 44 (1898)
  - zahlreiche Préludes, Mazurken, Etüden und andere Klavierstücke

## Ehrungen

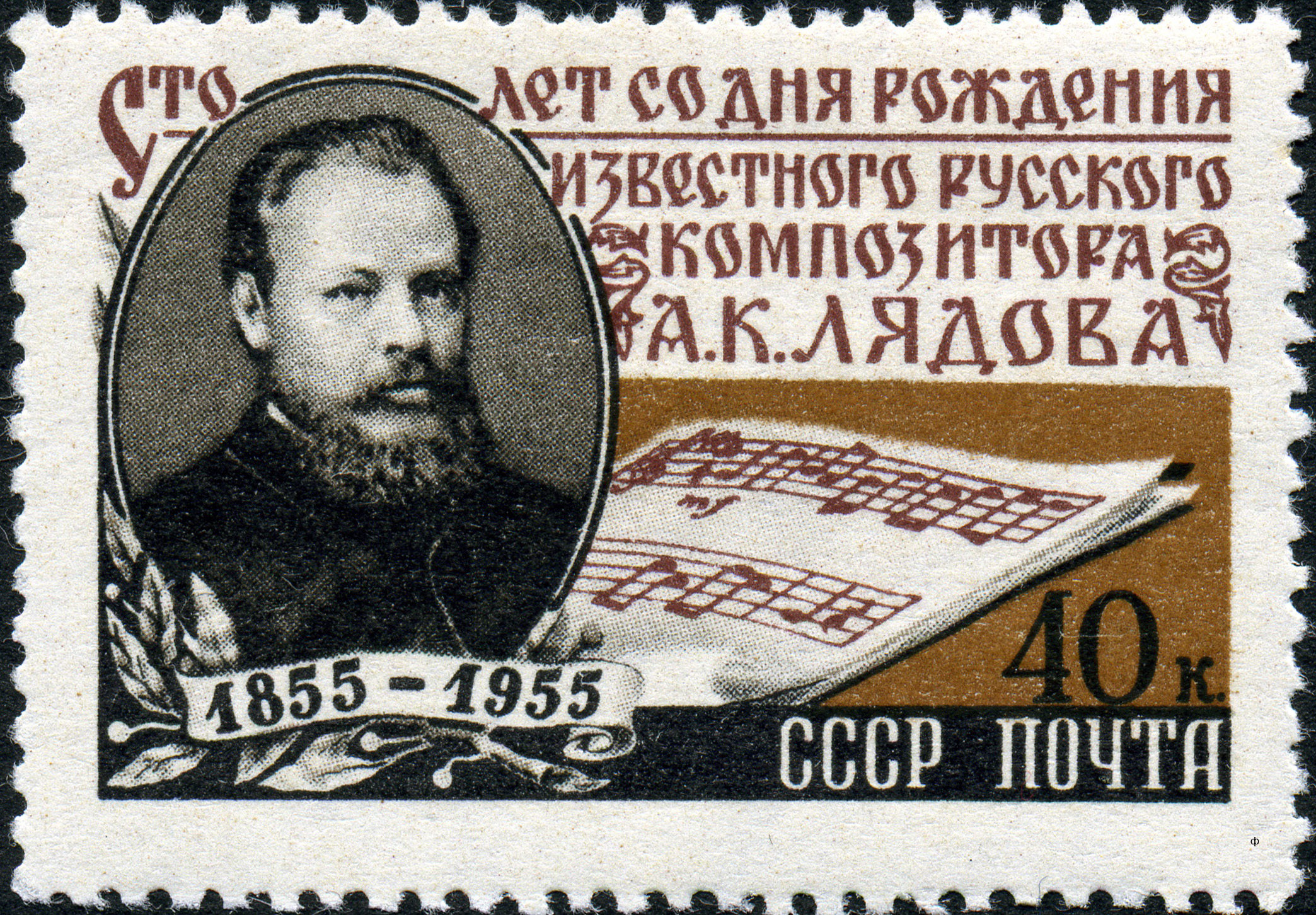
Sowjetische Briefmarke (1955) – mit einem Porträt Ljadows und einem Ausschnitt des symphonischen Werkes Acht russische Volkslieder.

Die sowjetische Post gab 1955 anlässlich des 100. Geburtstages Ljadows eine Sondermarke heraus. Seit 1987 ist er Namensgeber für den Ljadow-Gletscher auf der Alexander-I.-Insel in der Antarktis.